# Ледено доба 2: Отапање
Ледено доба 2: Отапање (енгл. Ice Age: The Meltdown) амерички је рачунарски-анимирани авантуристичко-хумористички филм из 2006. године, продукцијске куће Blue Sky Studios-а и дистрибутера 20th Century Fox-а. Наставак је филма Ледено доба (2002) и други је део филмске серије Ледено доба. Филм је режирао Карлос Салдања (у свом редитељском дебију). Своје гласовне улоге из првог филма понављају Реј Романо, Џон Легвизамо, Денис Лири и Крис Веџ, а придружили су им се Шон Вилијам Скот, Џош Пек и Квин Латифа. У филму, Мени, Сид и Дијего покушавају да побегну од предстојеће поплаве, током које Мени проналази љубав.
Премијера филма била је у Србији 25. марта 2006, а у Сједињеним Америчким Државама 31. марта 2006. године. Овај наставак је синхронизован на српски, иако први филм још увек није. Упркос томе што је добио помешане критике критичара, зарадио је 660,9 милиона долара широм света, што га је учинило трећим филмом са највећом зарадом 2006. и анимирани филм са највећом зарадом 2006. године. Објављена су још три наставка: Ледено доба 3: Диносауруси долазе из 2009, Ледено доба 4: Померање континената из 2012. и Ледено доба: Велики удар из 2016. године.

## Радња
Мени, Сид и Дијего тренутно живе у великој долини окруженој енормно високим леденим зидом са свих страна. Међутим, трио накнадно открива да је ледени зид заправо брана која једва држи масивно вештачко језеро које би могло да поплави долину до скоро миљу под водом ако пропадне. Лешинар им каже да на другом крају долине постоји чамац који их може све спасити, али имају само три дана да дођу до њега или умру. Убрзо након тога, огроман комад леда се одломио са врха бране, што је довело до њихове тренутне евакуације.
У међувремену, један од фрагмената леденика који је пао раније заправо садржи два морска рептила из мезозојског доба. Када се Мени накратко одвоји од њих, Дијего и Сид наилазе на два несташна опосума по имену Креш и Еди који их излуђују играјући се са њима. Мени је још увек забринут због тога што је последњи живи мамут, али је изненађен када наиђе на Ели, женку рунастог мамута која верује да је опосум и Крешовова и Едијева усвојена сестра. Сид је позива да заједно са групом побегне од поплаве, а она доводи своју браћу. Након опасног сусрета са рептилима док је прелазио језерце, Сид подстиче Дијега и охрабрује га да призна и суочи се са својим страховима. Они откривају подручје које се Ели сећа као место где је усвојена. Коначно схвата да је мамут и такође изражава сумњу колико се разликовала од других опосума. Упркос овом тренутку повезивања са Менијем, она се дистанцира од њега када он предлаже „спашавање њихове врсте”. Ели и Мени се на крају помире када морају да сарађују да би спасили групу када им тло пукне под ногама. Сида је киднаповало племе мини-лењивца који верују да је Сид бог. Сид запали ватру за њих и верује да је коначно нашао поштовање, али они планирају да га жртвују тако што ће га бацити у вулкан; Сид за длаку побегне. Следећег јутра Сид прича другима о свом искуству, али му нико не верује. Након што су је узнемирили лешинари, група проналази чамац иза поља врелих гејзира, који одваја Менија, Сида и Дијега од Ели и њене браће када се расправљају о томе којим путем је најбезбедније проћи.
Након што група заобилази гејзире, ледена брана пропада, изазивајући разорну поплаву у долини. Мени је приморан да се врати да би спасио Ели након што је она остала заробљена унутар пећине. Рептили касније заседну Менија под водом, али он успева да их се реши тако што их превари да одбаце стену, омогућавајући Менију да истовремено спасе Ели од дављења. Он и Ели се поново удружују са осталима на врху стене, али њихова радост је кратког века јер вода још увек расте. У међувремену, Скрат се пење на суседни глацијални зид поред њих и нехотице ствара дугу пукотину када пробије лед својим жиром. Пукотина се затим шири у огромну пукотину која се цепа, отвара зид и одводи поплавне воде, али у том процесу, Скрат пада у пукотину и бива испран.
Убрзо након тога, Сид се поново сусреће са племеном мини-лењивца. Њихов вођа предлаже да им се Сид придружи, али Дијего одговара да је Сид „витални део” њихове дружине. Група мамута се касније појављује из пукотине, доказујући свима да мамути заправо нису изумрли. Након неколико премишљања, Мени признаје Ели да је воли и одлучује да треба да иду заједно. Крдо, заједно са браћом опосумима, затим наставља да изађе из долине кроз пукотину док екран постаје бео.
Епилог показује да Скрат има искуство блиске смрти након пада у пукотину. Одлази на небеса пуна жирева. Изненада, открије да је „усисан назад” баш када се спрема да стигне до огромног жира. Скрат тада открива да га је Сид реанимирао, након чега добија напад беса. Филм се завршава тако што Скрат напада Сида јер га је „спасио”.

## Улоге
| Улога        | Изворни глас     | Српски глас         |
| ------------ | ---------------- | ------------------- |
| Мени         | Реј Романо       | Никола Ђуричко      |
| Сид          | Џон Легвизамо    | Срђан Милетић       |
| Дијего       | Денис Лири       | Воја Брајовић       |
| Скрат        | Крис Веџ         | (изворни глас)      |
| Ели          | Квин Латифа      | Исидора Минић       |
| Креш         | Шон Вилијам Скот | Горан Јевтић        |
| Еди          | Џош Пек          | Лако Николић        |
| Лешинар      | Вил Арнет        | Небојша Миловановић |
| Брзи Тони    | Џеј Лено         | Томаш Сарић         |
| Стју         | Том Фан          | Н/Д                 |
| Џејмс        | Алекс Саливан    | Н/Д                 |
| Чоли         | Алан Тјудик      | Н/Д                 |
| Мала лењивка | Клеа Луис        | Ана Маљевић         |